# نوتسهله
نوتسهله (به چکی: Nevcehle) یک منطقهٔ مسکونی در جمهوری چک است که در ناحیه ییهلاوا واقع شده‌است. نوتسهله ۷٫۸۳ کیلومتر مربع مساحت و ۲۴۹ نفر جمعیت دارد و ۵۸۶ متر بالاتر از سطح دریا واقع شده‌است.